# Tignes
Tignes – miejscowość i gmina we Francji, w regionie Owernia-Rodan-Alpy, w departamencie Sabaudia.
Według danych na rok 1990 gminę zamieszkiwało 2005 osób, a gęstość zaludnienia wynosiła 25 osób/km² (wśród 2880 gmin regionu Rodan-Alpy Tignes plasuje się na 436. miejscu pod względem liczby ludności, natomiast pod względem powierzchni na miejscu 26.).
W Tignes rozgrywano konkurecje w narciarstwie dowolnym podczas Zimowych Igrzysk Olimpijskich 1992. W latach 90. XX wieku wielokrotnie rozgrywano zawody Pucharu Świata w narciarstwie dowolnym
Przez gminę przepływa rzeka Isère. 